# Rolampont
Rolampont is een gemeente in het Franse departement Haute-Marne (regio Grand Est) en. De plaats maakt deel uit van het arrondissement Langres. Rolampont telde op 1 januari 2022 1.364 inwoners.

## Geografie
De oppervlakte van Rolampont bedroeg op 1 januari 2022 49,1 vierkante kilometer; de bevolkingsdichtheid was toen 27,8 inwoners per km².
De autoroute A31 loopt door de gemeente. De plaats zelf is vanaf de autoroute bereikbaar via afrit 7.
In het westen van de gemeente bevindt zich een kalktufbron (Frans: tufière) die plaatselijk voor bijzondere plantengroei zorgt. 

## Demografie
Onderstaande figuur toont het verloop van het inwonertal (bron: INSEE-tellingen).